# Aplanocalenia inconspicua
Aplanocalenia inconspicua — вид лишайників, що належить до монотипового роду Aplanocalenia з родини Gomphillaceae. Назва вперше опублікована 2005 року.

## Поширення та середовище існування
Поширений в Африці (включаючи Мадагаскар); Південній та Центральній Америці. Мешкає на живих листках і хвої.